# 富津警察署
富津警察署（ふっつけいさつしょ）は、千葉県警察が管轄する警察署の一つである。

## 所在地
- 千葉県富津市佐貫155番地1

## 管轄区域
- 富津市

## 庁舎概要
富津警察署庁舎
- 竣工年 : 1971年
- 延床面積 : 764m²
- 構造/規模 : RC造、地上3階

富津警察署別館
- 竣工年 : 1987年
- 延床面積 : 638m²
- 構造/規模 : RC造、地上3階

富津警察署車庫
- 竣工年 : 1987年
- 延床面積 : 150m²
- 構造/規模 : S造、地上2階

## 沿革
- 1971年（昭和46年）：富津市の誕生にともない設置
- 2024年（令和6年）12月23日：千葉県県有建物長寿命化計画に伴い、旧富津市立佐貫中学校跡地に建設していた新庁舎が完成。同日付けで移転[1][2][3]。

## 交番
- 青堀駅前交番（富津市大堀2-1-1）
- 新井交番（富津市新井701-2）

2007年（平成19年）4月1日の交番再編により大佐和交番は大佐和駐在所となった

## 駐在所
- 大佐和駐在所（富津市岩瀬994）
- 金谷駐在所（富津市金谷2204）
- 小久保駐在所（富津市小久保2031-1）
- 湊駐在所（富津市湊651番地1）
- 関豊駐在所（富津市豊岡1355-1）
- 竹岡駐在所（富津市竹岡403）
- 環駐在所（富津市上後304-2）
- 吉野駐在所（富津市絹220-2）